# Praful lui van Stockum

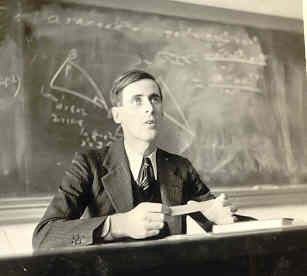
Willem Jacob van Stockum

În relativitatea generală, praful lui van Stockum este o soluție exactă a ecuației de câmp a lui Einstein în care câmpul gravitațional este generat de particule de praf care se rotesc în jurul unei axe de simetrie cilindrice. Deoarece densitatea prafului crește cu distanța față de această axă, soluția este destul de artificială, dar este una dintre cele mai simple cunoscute soluții ale relativității generale și reprezintă un exemplu pedagogic important.
Această soluție este numită după Willem Jacob van Stockum, care a redescoperit-o în 1937, independent de descoperirea chiar mai devreme a lui Cornelius Lanczos în 1924.